# Hirundapus cochinchinensis
El vencejo de la Cochinchina o rabitojo de espalda plateada (Hirundapus cochinchinensis), es una especie de ave apodiforme de la familia Apodidae.
Su área de distribución abarca casi todo el sudeste asiático: Camboya, China, India, Indonesia, Laos, Malasia, Myanmar, Nepal, Singapur, Tailandia y Vietnam. Algunos ejemplares emigran a la Isla Christmas.
Habita en bosques lluviosos tropicales o subtropicales hasta los 600 m de altitud. 
Mide unos 20 cm de longitud y su peso ronda los 80 gr. Tiene alas largas y estrechas y los cañones de sus plumas rectrices asoman por la parte posterior de su cola 